# Линия 3 (Пусанский метрополитен)
Третья линия Пусанского метрополитена (кор. 부산도시철도 3호선) — линия Пусанского метрополитена. Она открыта 28 ноября 2005 года. Линия длиной 18,3 километра с 17 станциями проходит с запада на восток. Число вагонов в составе поезда — 4 вагонов. Цвет линии — жёлтый. Поездка по всей линии занимает около 34 минут.  На всех станциях линии установлены платформенные раздвижные двери.